# Dentro (série de televisão)
Dentro é uma série de televisão portuguesa exibida em 2016 pela RTP1 e produzida pela HOP!.

## Sinopse
Pedro, um jovem recém-licenciado em psicologia é colocado como estagiário num estabelecimento prisional feminino. A psicóloga-chefe, por incapacidade de acompanhar todos os casos, entrega-lhe alguns casos de reclusas que necessitam de apoio psicológico. Além disso, Pedro, com a sua juventude, tem também uma grande vontade de mudar e humanizar as condições da prisão e das reclusas. Pedro rapidamente conhece o núcleo de reclusas que se tornam personagens centrais da série e acompanha os seus casos. Para além disso, em cada episódio é retratado um caso específico relacionado com os vários tipos de crimes habitualmente cometidos por mulheres e os seus contornos psicológicos. Pedro tem também uma vida fora do estabelecimento, que é posta em risco desde a sua entrada no mesmo.

## Elenco
| Ator/Atriz        | Personagem                |
| ----------------- | ------------------------- |
| Miguel Nunes      | Pedro Conrado             |
| Vera Kolodzig     | Marta Correia             |
| Susana Mendes     | Cátia Silva               |
| Margarida Cardeal | Elsa Teixeira             |
| Carla Galvão      | Luísa Maia                |
| Elsa Valentim     | Manuela Maia              |
| Hélder Agapito    | Miguel                    |
| Luísa Cruz        | Diretora Glória Azevedo   |
| Pedro Frias       | Dr. Álvaro Barbosa        |
| Ana Cunha         | Psicóloga Anabela Azevedo |
| Teresa Tavares    | Isabel Neves              |
| Maria Henrique    | Sub-chefe Idalina         |
| Susana Madeira    | Guarda Rosado             |
| Rute Miranda      | Guarda Ferreira           |

### Elenco adicional
- Paulo Calatré - Professor Universitário
- Pedro Roquette - Rapaz Estudante
- Ana Vilaça - Rapariga Estudante
- Sara Barros Leitão - Susana Faísca
- Eva Barros - Joana
- Pedro J. Ribeiro - Aníbal
- Miguel Lemos - Guarda Lopes
- Mariana Sampaio - Liliana
- Ângela Marques - Emília
- Ivo Bastos - Dentista
- Sara Costa - Guarda Pires
- Adriana Faria - Célia
- João Cardoso - Padre
- Paula Só - Alzira
- Teresa Faria - Lurdes
- Filomena Gigante - Conceição
- Katarina Maia - Inês

## Episódios
| # | Título           | Exibição em Portugal   | Audiência    | Audiência | Audiência |
| # | Título           | Exibição em Portugal   | Espectadores | Share     | Rating    |
| --- | ---------------- | ---------------------- | ------------ | --------- | --------- |
| 1 | "Episódio n.º1"  | 30 de março de 2017    | 199 500      | 4,6%      | 2,1%      |
| Pedro chega ao estabelecimento prisional e tem uma reunião com a diretora para conhecer as regras e funcionamento da instituição. Visita as instalações, mas a sua passagem pelos corredores da cadeia causa alguma agitação entre as reclusas. De repente, Pedro apercebe-se um grande alvoroço no exterior. Uma das reclusas ameaça atirar-se. Pedro decide subir ao telhado para falar com a mulher, mas quando chega perto dela, todas se riem, desmascarando a encenação. Apesar do constrangimento, Pedro vira a situação a seu favor, mostrando a todas as mulheres que sempre subirá até ao telhado para lhes acudir, pois acreditar nelas é a sua premissa principal. Marta, uma jovem de 26 anos, reincidente, ex-toxicodependente, presa por diversos furtos, tráfico de droga e desrespeito à autoridade, condenada a uma pena efetiva de 8 anos. No primeiro momento apresenta alguma resistência, mas com o passar do tempo e das consultas, começa gradualmente a fazer mostrar o seu estado depressivo e o risco real de suicídio. Pedro procura estabelecer uma cumplicidade especial entre eles. |                  |                        |              |           |           |
| 2 | "Episódio n.º2"  | 15 de setembro de 2016 | 199 500      | 4,6%      | 2,1%      |
| Fernanda Fonseca, presa por homicídio por negligência relativamente ao filho. Apresenta-se quase sempre acompanhada por uma criança. Nas consultas, Fernanda permanece muito calada, apesar de ser constantemente estimulada por Pedro. Cátia, uma reclusa com bastantes perturbações, tenta seduzir constantemente Pedro. Fátima, com uma pena de oito anos a chegar ao fim, vê-se em risco de não sair, por um desacato na cadeia. A responsável é Elsa, que a provoca constantemente. |                  |                        |              |           |           |
| 3 | "Episódio n.º3"  | 22 de setembro de 2016 | 209 000      | 4,9%      | 2,2%      |
| Adelaide torna refém uma figura pública- Clara Macedo. Os motivos vão sendo expostos ao longo do episódio, a depressão e as angústias pela falta de sentido e valor que vê na sua vida, são o motor deste comportamento. Adelaide acaba presa. Mas, apesar disso e contra o que seria de esperar, Clara Macedo fica do seu lado, compreendendo as suas acções.Teresa admite que vai continuar a traficar droga, depois de sair da cadeia. Esta situação é gerida por Pedro, conseguindo que esta mulher altere a sua postura, depois da sua saída. |                  |                        |              |           |           |
| 4 | "Episódio n.º4"  | 29 de setembro de 2016 | 171 000      | 4,2%      | 1,8%      |
| Este episódio apresenta o misterioso caso de uma reclusa grávida, presa há meio ano sem ter tido qualquer tipo de saída do estabelecimento. Célia está grávida de três meses e recusa-se a revelar a identidade do pai da criança. Esta notícia tem um impacto enorme na cadeia. Todos se interrogam acerca do sucedido. A direcção tenta de imediato descobrir a identidade do pai. Várias suspeitas surgem e as opiniões entre as reclusas dividem-se. Aníbal Santos, Álvaro Barbosa e Pedro são os principais suspeitos. Pedro é o principal suspeito dos elementos da direcção, principalmente na opinião de Anabela. Finalmente descobre-se que o pai é Luís, um jovem dentista que dá consultas semanais no estabelecimento. Célia, por nutrir um sentimento forte por este homem, sempre tentou esconder o facto. Luís é expulso, para desgosto de Célia. Manuela, a reclusa advogada, inicia um negócio dentro do estabelecimento, pedindo dinheiro às reclusas em troca de favores jurídicos. Está é uma personagem muito bem disposta e teatral, estando constantemente a fazer negociatas. Aparecimento de uma nova personagem - Joana - a namorada de Pedro. Ao mesmo tempo a proximidade de Pedro com Marta intensifica-se. Emília, confidente de Célia, sai em liberdade, reencontrando, após três anos, o seu filho menor. |                  |                        |              |           |           |
| 5 | "Episódio n.º5"  | 6 de outubro de 2016   | 209 000      | 4,8%      | 2,2%      |
| Alzira esfaqueia um padre dentro de uma igreja. Depois da sua detenção, percebe-se que esta mulher perdeu a fé e será esta perda que a levará à tentativa de homicídio. Cátia, Elsa, Luísa e Célia suspeitam que esta mulher é o diabo e iniciam um conjunto de comportamentos de medo e teorias da conspiração. Descobre-se que Alzira tem cancro e é internada para tratamento. Uma reclusa, Sónia, é apanhada a traficar droga dentro do estabelecimento prisional. O caso é analisado e descobre-se que a droga foi introduzida por uma guarda prisional. Estranhamente, Sónia não revela a identidade da guarda, apesar de todas as consequências desta ocultação. Este comportamento é louvado pela maior parte das reclusas, sendo o pesadelo da direção. |                  |                        |              |           |           |
| 6 | "Episódio n.º6"  | 20 de outubro de 2016  | 218 500      | 4,8%      | 2,3%      |
| Entrada de uma nova reclusa, presa por um crime mediático. Otília está presa preventivamente pelo crime de abuso sexual de menores e lenocínio. A sua entrada gera polémica e a sua estadia torna-se problemática, uma vez que muitas reclusas, sabendo do sucedido, tentam bater e torturar esta mulher. Esta postura é partilhada por guardas e pela própria psicóloga que se recusa a recebê-la. Pedro aceita o caso, ouvindo a sua história em consulta. Esta mulher acaba por se suicidar, levando ao regozijo de todo o estabelecimento. Pedro, apesar de nunca se mostrar solidário com o comportamento de Otília, questiona todos acerca de tal contentamento. Uma praga de ratos ataca o estabelecimento. Todas as reclusas andam em alvoroço com o sucedido. O estabelecimento é desinfestado, mas para tal as reclusas e os seus filhos têm que sair para o pátio. Otília é encontrada morta. Início da associação da reclusas proposta por Pedro. |                  |                        |              |           |           |
| 7 | "Episódio n.º7"  | 27 de outubro de 2016  | 209 000      | 4,7%      | 2,2%      |
| Cidália mata o marido à machadada. A sua entrada no estabelecimento prisional e acompanhado de grande alvoroço. A maior parte das reclusas demonstra a sua admiração por Cidália. Pedro irá questionar este comportamento. A fuga de quatro reclusas deixa a cadeia em alerta máximo. Este acontecimento acontece depois de um novo projeto entrar em vigor na cadeia. Pedro propõe fazer uma recolha das cartas recebidas e escritas pelas reclusas durante o tempo de reclusão. A ideia seria fazer uma compilação e a posterior edição em livro. As reclusas começam a escrever e a reler cartas antigas. Enquanto isto acontece, imagens delas antes da reclusão são apresentadas, revelando histórias, excertos de acontecimentos vividos por elas fora do estabelecimento. Especialmente duas cartas se destacam. Uma declaração de amor anónima entregue a Pedro e a confissão de um plano de fuga por parte de uma reclusa. Esta reclusa é identificada por Pedro e em contexto de consulta, Luísa confessa a Pedro o seu plano. Numa noite, o plano é levado a cabo, Luísa foge, sendo capturada dois dias depois. Pedro, confrontado com a responsabilidade deste acontecimento pela direcção, alega o sigilo profissional. Juliana, curiosamente uma reclusa presa também por matar o marido, sai em liberdade, depois de cumprir uma pena de cinco anos. |                  |                        |              |           |           |
| 8 | "Episódio n.º8"  | 3 de novembro de 2016  | 237 500      | 5,6%      | 2,5%      |
| Helena, uma mulher sem habilitações, é detida por se fazer passar por médica durante dois anos numa vila do interior. Helena é presa, passando a "tratar" a maior parte das reclusas que fazem fila para que esta nova médica do estabelecimento as cure de todo o tipo de mazelas. Elsa tenta fazer negócio deste "serviço", sem sucesso. Uma reclusa, Soraia, é confrontada com o facto do seu filho de 4 anos ter que abandonar a cadeia, visto ter ultrapassado a idade permitida para continuar no estabelecimento. Esta mulher entra num dilema e inquietante conflito interior: por um lado o bem-estar do filho, por outro o sofrimento do afastamento. Mafalda, uma mulher presa por tropelar uma criança na passadeira, conduzindo sob o efeito do álcool, sai em liberdade. A paixão entre Pedro e Marta intensifica-se. |                  |                        |              |           |           |
| 9 | "Episódio n.º9"  | 10 de novembro de 2016 | 218 500      | 4,9%      | 2,3%      |
| Marisa, uma aluna repetente de dezoito anos é detida por espancar uma colega de escola, deixando-a em estado muito grave. Uma das reclusas é tia da jovem espancada, criando um perigoso atrito dentro da cadeia. Um novo caso aparece em consulta. Uma mulher afirma não querer sair em liberdade. Pedro, após algumas tentativas no sentido de perceber o motivo, percebe que esta recusa se deve ao romance vivido entre ela e outra reclusa. Ivone está apaixonada por Eduarda, preferindo continuar presa a voltar para o marido. A angústia aumenta enquanto se aproxima o dia da saída. Esta angústia é trabalhada por Pedro. De facto Ivone sai mas, no exterior, reorganiza a sua vida, deixando o marido e apresentando-se assiduamente nas visitas a Eduarda. Um jantar de gala é o novo projeto de Pedro. A ideia seria promover comportamentos assertivos, associados ainda ao treino das boas maneiras, bem como promover a autoestima. Isto é um dos maiores acontecimentos da cadeia. Todas as mulheres se apressam a vestirem-se, maquiarem-se, arranjarem os cabelos. Anabela, proíbe Marta de ir ao jantar, inventando um castigo. Este jantar será acompanhado da leitura expressiva de poemas escritos pelas reclusas. |                  |                        |              |           |           |
| 10 | "Episódio n.º10" | 17 de novembro de 2016 | 209 000      | 4,8%      | 2,2%      |
| Uma autarca é presa por burla agravada e falsificação de documentos. Esta é uma detenção mediática. Lurdes Patrício é vaiada por todas as reclusas, criando uma relação especial com Manuela dentro do estabelecimento. Carla, uma reclusa presa há um ano, recebe a notícia de que o seu filho teve um acidente de viação. Desesperada pela sua impotência e falta de informação pede ajuda a Pedro. Pedro tenta investigar o caso e descobre um drama familiar. Sónia, presa preventivamente por tráfico de droga, refere veementemente a sua inocência, sendo ridicularizada pelas guardas. Sónia acaba por sair em liberdade, por falta de provas, levando ao questionamento do comportamento das guardas. |                  |                        |              |           |           |
| 11 | "Episódio n.º11" | 24 de novembro de 2016 | 199 500      | 4,6%      | 2,1%      |
| Rosa, uma senhora de oitenta e cinco anos é presa por tráfico de droga. Rosa estava envolvida numa rede internacional de tráfico de droga sendo usada como pombo correio, pela sua aparência insuspeitável. Este insólito acontecimento é amplamente comentado na cadeia, sendo Rosa bastante acarinhada pelas restantes reclusas. Liliana corresponde-se com Paulo e marca o casamento. O casamento acontece e ambos têm direito a uma visita íntima. Elsa tenta impedir que esta visita aconteça, provocando situações para que Liliana seja penalizada. Questionada por Pedro acerca deste comportamento. Subchefe Idalina assume o seu amor pela Diretora. Pedro termina o namoro com Joana e declara-se a Marta. A associação das reclusas vê um novo projecto aprovado: realização de uma exposição de fotografia, com fotografias tiradas pelas reclusas, que retrata a vida em reclusão. Alexandra, uma antiga jornalista, presa por tráfico de droga, e a mais talentosa na fotografia, sai em liberdade e promove uma grande exposição de fotografia no exterior, evento comgrande sucesso. |                  |                        |              |           |           |
| 12 | "Episódio n.º12" | 1 de dezembro de 2016  | 171 000      | 3,7%      | 1,8%      |
| Janira, uma bonita e jovem manequim cabo-verdiana é apanhada com droga no estômago no aeroporto, depois de um dos sacos rebentar no interior do seu corpo. Janira entra num estado bastante debilitado no estabelecimento prisional. Aqui conhece Iara, sua irmã, presa pelo mesmo crime. Os projetos, promovidos por Pedro, continuam a aparecer. Desta feita um campeonato de futebol, inserido numa semana desportiva. Para além deste campeonato, também se disputam provas de atletismo, jogos tradicionais e aeróbica. Todas as crianças do estabelecimento participam. Este projecto tem uma grande adesão por parte de todas as reclusas. A maior surpresa parte da participação de Luísa, a reclusa mais desmotivado do estabelecimento. As equipas são formadas, inclusivamente a equipa das guardas prisionais e dos restantes funcionários da cadeia. As provas começam e tudo entra em alvoroço, competindo fervorosamente funcionários e reclusas pela vitória. As danças, as corridas, os jogos tradicionais, as claques e principalmente o campeonato de futebol, tudo é levado muito a sério. Na final, no jogo entre funcionários e reclusas, Fernanda marca o golo da vitória, sendo aclamada como heroína pelas demais reclusas. Toda a gente fica surpreendida com esta súbita motivação de Fernanda. Os diversos jogos servirão de pretexto para se resolverem muitos conflitos e rancores existentes entre reclusas, guardas e funcionários. Desta disputa destaca-se o constante "massacre" das reclusas à subchefe Pereira e guarda Ferreira e de Anabela a Marta. Marta torce um pé e Pedro enquanto auxilia a jovem, assume definitivamente o seu amor. Marta, pela primeira vez, retribuí, falando também dos seus sentimentos. Iara sai em liberdade e regressa a Cabo Verde. |                  |                        |              |           |           |
| 13 | "Episódio n.º13" | 8 de dezembro de 2016  | 199 500      | 4,7%      | 2,1%      |
| Mais um projecto se apresenta à direcção. Uma semana de conferências sobre os temas ligados à justiça, com convidados externos e internos. O tempo deste programa é encurtado pela direcção para um dia. Os preparativos começam, sendo preparados os discursos, os convites e toda a logística. Para as conferências, para além de terem as reclusas como oradoras, são convidados juízes, jornalistas, advogados, psicólogos, elementos da polícia judiciária e até um representante do ministério da justiça. Curiosamente todos estes elementos aceitam o convite. Os temas debatidos, as perguntas formuladas pelas reclusas, dão a estas conferências uma importância surpreendente. Todas as reclusas da cadeia entram nos diversos debates, dando as suas opiniões. Várias perspectivas divergentes entram em confronto. A toxicodependência é um dos temas mais abordados, incentivado principalmente por uma reclusa, Vera, com um historial de muitos anos de consumo. Aqui dever-se-á ressaltar ainda a validade de muitos argumentos em temas como a culpa e o sistema de justiça, apresentados por algumas reclusas, nomeadamente Fernanda Fonseca, a mulher que nunca fala e a eloquência de Marta no seu discurso final. No calor do momento Pedro beija Marta provocando uma explosão emocional na plateia. Pedro é expulso. À saída, Pedro é confortado por todas as reclusas e pela professora Isabel. Enquanto Pedro sai, estas reclusas permanecem à porta em silêncio. Pedro abraça-as a todas, especialmente Marta. Depois da saída de Pedro, são apresentadas imagens do estabelecimento de volta à rotina, as reclusas com um olhar entediado. A diretora à janela, mostra um ar nostálgico.                                                                                      |                  |                        |              |           |           |

## Prémios
| Nomeação      | Prémio         | Categoria                             | Resultado |
| ------------- | -------------- | ------------------------------------- | --------- |
| Dentro        | Prémios Áquila | Melhor Série, Minissérie ou Telefilme | Indicado  |
| Susana Mendes | Prémios Áquila | Melhor Atriz Secundária               | Indicado  |